# Hingoli

Stadens och distriktets läge i Maharashtra.

Hingoli är en stad i delstaten Maharashtra i västra Indien. Den är administrativ huvudort för distriktet Hingoli och hade 85 103 invånare vid folkräkningen 2011.